# Специално училище за ученици с нарушено зрение „Проф. д-р Иван Шишманов“
Специално училище за ученици с нарушено зрение „Проф. д-р Иван Шишманов“, гр. Варна е открито през 1905 г. в София, като Държавен институт за слепи. 
Първият директор на ДИС е д-р п.н. Стойчо Донев, който е и родоначалник на българската специална педагогика за зрително затруднени. Д-р Донев е човекът, адаптирал Брайловата азбука на български език.
Държавният институт за слепи е първото специализирано учебно заведение в България, което поради липса на подходяща сграда в София, през 1952 г.е преместено във Варна.
Специално училище за ученици с нарушено зрение „Проф. д-р Иван Шишманов“, има важен принос в развитие на обучението на зрително затруднените деца в България. В него са въведени специални програми по ориентиране и мобилност, зрително подпомагане и ежедневни умения. 
Първо в страната въвежда програмите по интегрирано обучение и ранно въздействие. Поставя началото на обучението на сляпоглухи деца в България. Поставя началото на обучението на деца и ученици с множество увреждания.
Мисия на Специално училище за ученици с нарушено зрение „Проф. д-р Иван Шишманов” - град Варна е да подпомага формирането и развитието на личността на учениците с нарушено зрение в интелектуалната, емоционалната, нравствено-социалната и психо-моторната сфери.
Педагогическият екип с се грижи за обучението, възпитанието, рехабилитацията и социализацията на учениците от I до XII клас с цел постигане на тяхната самостоятелност и независимост, за достойна интеграция и реализация в обществото.
Училището за ученици с нарушено зрение във Варна обучава деца и ученици от цялата страна и разполага с 25 класни стаи и 15 специализирани кабинета в училищния корпус,  с 40 спални помещения пансиона на училището, както и  с кухненски блок с трапезария за 160 деца.
Училището разполага с модерна съвременна материална база и специална екипировка.
Осигурява безопасна и адаптирана съобразно уврежданията на учениците вътрешна среда.
Осигурява качествена подготовка, психическо и физическо благополучие на децата и учениците.
Предлага непрекъсната квалификация за педагогическия персонал, специализации в чужбина, участие в международни конференции. Училището организира международни семинари и конференции с водещи лектори от страната и чужбина.
Специално училище за ученици  с нарушено зрение "Проф. д-р Иван Шишманов“ предлага обучение за:
```
   Слепи и слабовиждащи ученици с интелект в норма. Те се обучават по учебен план и учебни програми на средните училища. Завършилите успешно средното си образование продължават във висши учебни заведения.
   Слепи и слабовиждащи ученици с множество увреждания - умерена степен на умствена изостаналост, ДЦП, различни генетични синдроми, аутизъм и др. Тези деца се обучават по индивидуални учебни програми, разработени от екип от училищни специалисти. Те не получават документ за завършена степен на образование, а само удостоверение за завършен клас.
   Специалното училище обучава и сляпоглухи ученици.
```

Всички ученици се обучават индивидуално и по три специални учебни предмета -ориентиране и мобилност, полезни умения и зрително подпомагане.
На учениците се предлагат извънкласни форми според техните интереси и способности: обучение по пиано; народно пеене; народни инструменти; модерни танци, арттерапия; спортни секции по лека атлетика, голбал, шахмат, шоудаун, бочия и адаптиран кърлинг.
Училището оказва подкрепа на интегрираното и включващото обучение. Има 4 щатни ресурсни учители, които подпомагат:
```
   обучението на зрително затруднени деца до 6-годишна възраст, които са интегрирани в детски градини, живеят в домовете при родителите си или се отглеждат в Центрове за настаняване от семеен тип.
   обучението на зрително затруднени ученици, които са интегрирани в масови училища.
```

Училището:
```
   постига оптимално равнище на овладяване на ДОС;
   постига високи резултати на НВО и ДЗИ;
   има създадени екипи за разработване и участие в проекти;
   постига нисък процент на отпаднали ученици;
   осигурява модернизиране на уроците и другите външни форми на обучение;
   предлага разнообразие на избираема, факултативна подготовка;
   създава условия за осмисляне на свободното време на учениците;
   осигурява участие и отлични изяви на ученици от училището на спортни състезания на национално и международно ниво.
```

През декември 2015 година в сградата на училището е открит първия в страната Музей за история на образованието на зрително затруднените в България.
От 2015 година училището е носител на почетния знак на Президента на Република България "Св. св. Кирил и Методий".
От началото на учебната 2019/2020 година в училището е открита първата  паралелка за ученици с нарушено зрение и множество увреждания,  за придобиване на първа степен на професионална квалификация специалност „Озеленяване и цветарство“.
Специално училище за ученици с нарушено зрение „Проф. Д-р Иван Шишманов“ е било домакин на множество международни конференции и на повече от 30 семинара с международно участие.
През 2022 г. колективът на училището, с директор Жулиета Петкова, е удостоен с Награда Варна за високопрофесионален екип и внедрени уникални педагогически модели и практики без аналог в България.